# Himmelsbergs naturreservat
Himmelsbergs naturreservat är ett naturreservat i Varbergs kommun i Hallands län.
Området är naturskyddat sedan 2020 och är 19 hektar stort. Reservatet ligger söder om Skällinge och består av en skogsbeklädd bergsknalle